# LISA Airplanes Akoya
Le LISA Airplanes Akoya est un hydravion léger français monomoteur biplace côte-à-côte, doté d'hydrofoils pour décoller et se poser sur l'eau. Amphibie, il est capable d'atterrir sur terre, eau ou neige sans modifications, et possède des ailes à fort allongement, pliables, ainsi qu'une configuration moteur en pylône sur la dérive.

## Conception et développement
L'Akoya (nom d'une perle précieuse) est un avion léger innovant capable d'évoluer sur terre, mer et neige sans adaptation. Il possède d'autres particularités inhabituelles : il est équipé d'hydrofoils pour l'évolution sur l'eau, et son aile se replie pour le transport. Il est entièrement construit en fibres de carbone.
La dérive et la gouverne de direction forment ensemble une surface trapézoïdale qui porte en son sommet la nacelle moteur et l'empennage. Comme l'aile, l'empennage a un allongement important. Le moteur est un Rotax 912 de 100 ch, entraînant une hélice tripale tractive.
Le fuselage de l'Akoya est ovoïde, pointu à l'avant, et intègre dans sa forme la verrière du cockpit, actionnée électriquement. Le train d'atterrissage est un train classique rétractable, à freins hydrauliques, lui aussi mû par un actionneur électrique.
Les évolutions sur l'eau, sans flotteurs ni redan, sont possibles grâce à une paire d'hydrofoils fixes, placés au niveau du train principal. D'après son constructeur, l'Akoya peut aussi atterrir sur la neige, car son train rentrant est équipé de skis,,.
La première apparition publique eut lieu en 2007 au salon Aero 07 de Friedrichshafen en avril 2007, et le prototype fit son premier vol en août de la même année depuis l'Aéroport de Chambéry. En mai 2009, l'appareil immatriculé F-WURE avait accumulé 150 heures de vol et reçu 50 précommandes. En mars 2011, F-WOOA, premier appareil de série, décollait cette fois depuis le tout proche lac du Bourget, et devenait le premier avion au monde à décoller grâce à un système d'hydrofoils. Il a emporté ses premiers passagers en juillet de l'année suivante.
En mars 2012, l'entreprise demande l'approbation light sport aircraft aux États-Unis afin de se développer sur le marché américain. Cette volonté justifie aussi la présence de l'appareil de présérie au salon AirVenture d'Oshkosh en 2012.
Après une période de redressement judiciaire causée par l'abandon de son investisseur historique, l'entreprise est reprise en février 2013 par une entreprise minière chinoise pour 20 M$.
Depuis 2011, le Hy-Bird, une version expérimentale solaire et à pile à combustible à hydrogène, est developpée par LISA Airplanes.